# Хайку
Ха̀йку (на японски: 俳句) или хо̀кку (発句) е литературен жанр на традиционната японска лирическа поезия, навлязъл през 60-те години на ХІХ век и в повечето западни национални поезии.
Отличава се с изключително кратко изложение – в своя класически вид хайкуто се създава по схема 5-7-5 она (японският он е донякъде сравним със сричката в индоевропейските езици).
Хайку е най-късата поетична форма в световната литература. Въпреки че се състои само от три реда, съдържащи съответно 5 – 7 – 5 срички, то може да изрази и дълбоко чувство, и проблясък на интуицията. В хайку няма символи. То отразява живота в неговото свободно движение. Притежава чистотата, завършеността и дори празнотата на една музикална нота. Занимавайки се с простичките, привидно незначителни неща от ежедневието – падащо листо, сняг, муха – хайку ни насочва към дълбочинно възприемане живота на нещата. В стиховете обикновено има някакъв насочващ към сезона образ или дума. Според Ролан Барт краткостта на хайку не е формална; хайку е кратко събитие, изразено в точна и непосредствена форма. Хайку не е изразът, а съществуването на нещо.
Едни от първите известни произведения в такъв стил са излезли изпод четката на Арикида Моритаке още през 1465 г.
През ХІХ век Масаока Шики предлага израза „хайку“, с цел да го ограничи като литературна форма.

## Примери
| „ | Леден вятър. През разкъсаните шоджи зимата се вижда. | “ |

| „ | Ах, тази буря! Открадна дъха на цветята и бяга. | “ |

| „ | Къде да излея коритото? Тук навсякъде пеят щурчета. | “ |

| „ | Кости сред полето... и сърцето ми пронизва леденият вятър. | “ |